# أليكسي ميتين
أليكسي ميتين (بالروسية: Митин, Алексей Михайлович)‏ (19 سبتمبر 1973 في روسيا - ) هو لاعب كرة قدم روسي في مركز حراسة المرمى. لعب مع دينامو بريانسك وFC Torpedo Mogilev ‏ وFC Dynamo Vologda ‏ وكريستال سمولينسك ‏ وFC Energetik Uren ‏ وFC Zhetysu ‏ وأفانجارد كورسك ونادي سكا خاباروفسك.

## وصلات خارجية
- أليكسي ميتين على موقع قاعدة بيانات كرة القدم.إي يو (الإنجليزية)